# Chloantheae
Los Chloantheae son una tribu  de plantas estrictamente endémicas de Australia perteneciente a la subfamilia Prostantheroideae dentro la familia Lamiaceae, aunque durante mucho tiempo sus géneros se pasearon de una familia a otra (desde Verbenaceae hasta una propia, los Chloranthaceae, pasando por Bignoniaceae, Viticaceae, Myoporaceae, etc.), hasta finalmente, y actualmente, quedarse enmarcados en los Lamiaceae.
La forman 12 géneros con 107 especies aceptadas, pero los límites y las relaciones entre ellos y también a nivel infragenérico no son del todo claras y la tribu necesita un reestudio de este aspecto.

## Descripción
Son arbustos o subarbustos no aromáticos, con indumento lanudo, frecuentemente de pelos estrellados o ramificados-dendroides pero dicho indumento puede también faltar -como en el género Cyanostegia- o ser de pelos escuamiformes en ciertas especies de Pityrodia. El androceo está constituido por 4-8 estambres o solo 2 fértiles y 2 estaminodios (en Hemiphora); las anteras tienen 2 tecas distintas y el conectivo no tiene apéndices basales. El gineceo  tiene el ovario más o menos entero o, a veces, bilobulado (en Pityrodia). El fruto es más o menos entero, lobulado o esquizocárpico  con 2 o 4 mericarpios (núculas).

## Taxonomía
La tribu fue creada por George Bentham y Joseph Dalton Hooker y definida en Genera Plantarum ad exemplaria imprimis in herbariis Kewensibus, vol. 2, p. 1132-1133, London, 1876. Los autores incluían en dicha tribu, dentro del orden (luego familia) Verbenaceae, los géneros Lachnostachys, Newcastlia (sic), Physopsis, Mallophora, Dicrastylis, Chloanthes (como género tipo), Pityrodia, Cyanostegia, Denisonia, Spartothamnus y Nesogenes Archivado el 8 de diciembre de 2015 en Wayback Machine..
Etimología
Derivado del género Chloanthes, vocablo griego construido con las palabras χλόος-ούη, verdoso, verde amarillento, y αυθος, flor; o sea «flor verdosa», refiriéndose al color del espécimen que lucía este colorido, pues estaba seco cuando se examinó.

## Géneros
- Nota: Recientes estudios citológicos[7][3] conducen a readmitir como válidos los géneros Dasymalla Endl. y Quoya Gaudich. cuyas especies estaban en el género, polifilético,[3] Pityrodia; el género Hemiphora F.Muell. se extiende para incluir ciertas especies antes atribuidas a Pityrodia. También se crea el género nuevo Muniria N.Streiber & B.J.Conn con 4 especies anteriormente incluidas en Pityrodia. La lista de géneros, y sus respectivos números de especies, que sigue toma en cuenta estas recientes conclusiones.

- Brachysola (F.Muell.) Rye - 2 especies aceptadas
- Chloanthes R.Br. - 4 especies aceptadas
- Cyanostegia Turcz. - 5 especies aceptadas
- Dasymalla Endl. - 5 especies aceptadas
- Denisonia F. Muell. = Pityrodia R. Br.
- Dicrastylis J.Drumm. ex Harv. - 34 especies aceptadas
- Hemiphora (F. Muell.) F. Muell. - 5 especies aceptadas
- Lachnocephalus Turcz. = Dicrastylis J.Drumm. ex Harv.
- Lachnostachys Hook. - 6 especies aceptadas
- Mallophora Endl. = Dicrastylis J.Drumm. ex Harv.
- Muniria N.Streiber & B.J.Conn - 4 especies aceptadas
- Newcastelia F. Muell. - 10 especies aceptadas
- Physopsis Turcz. - 5 especies aceptadas
- Pityrodia R. Br. - 20 especies aceptadas
- Quoya Gaudich. - 7 especies aceptadas[3][8][4]

## Galería de imágenes
Como ejemplos, vienen a continuación una foto para cada uno de los 12 géneros de la tribu.

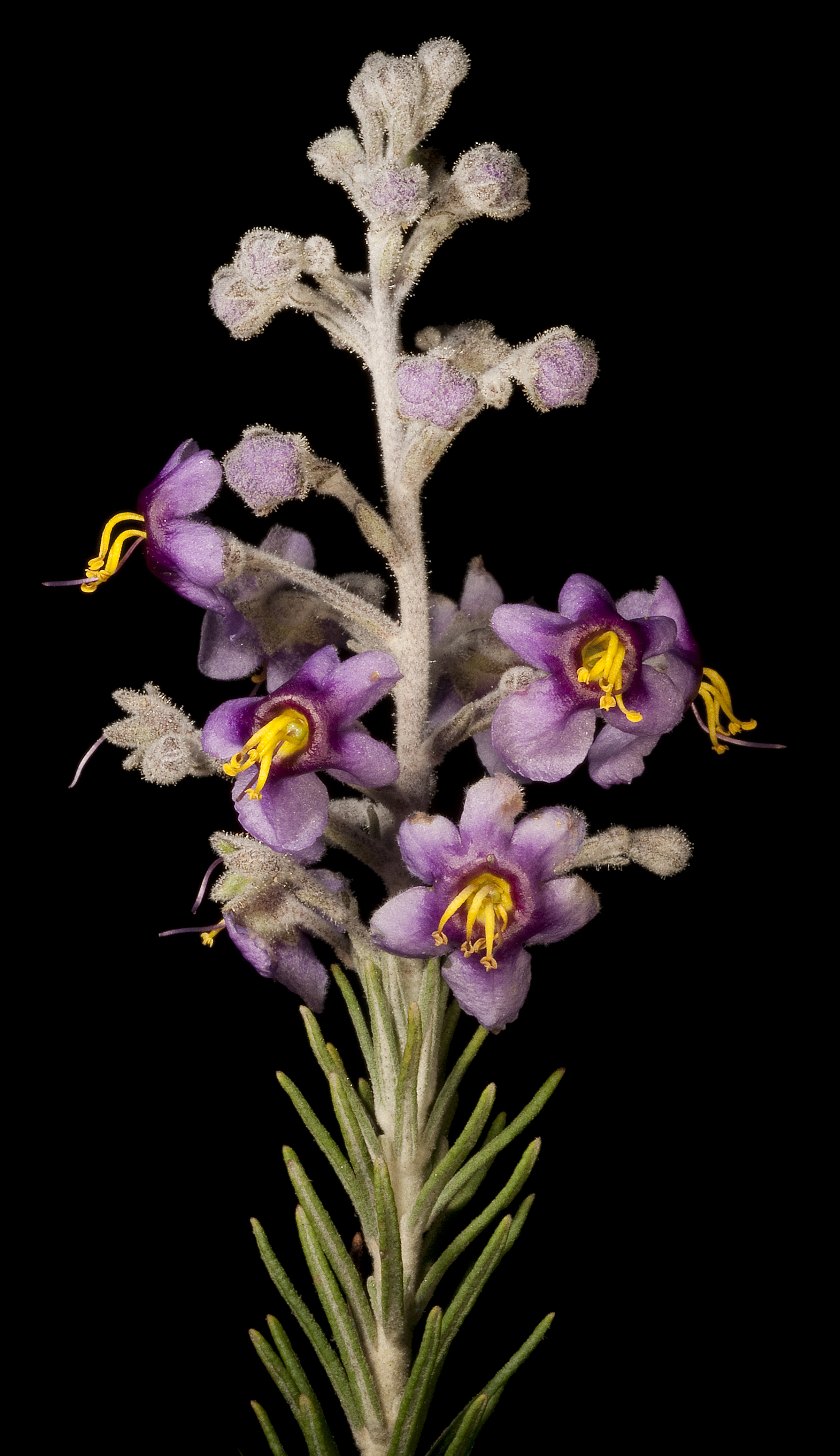
Brachysola (Brachysola coerulea)
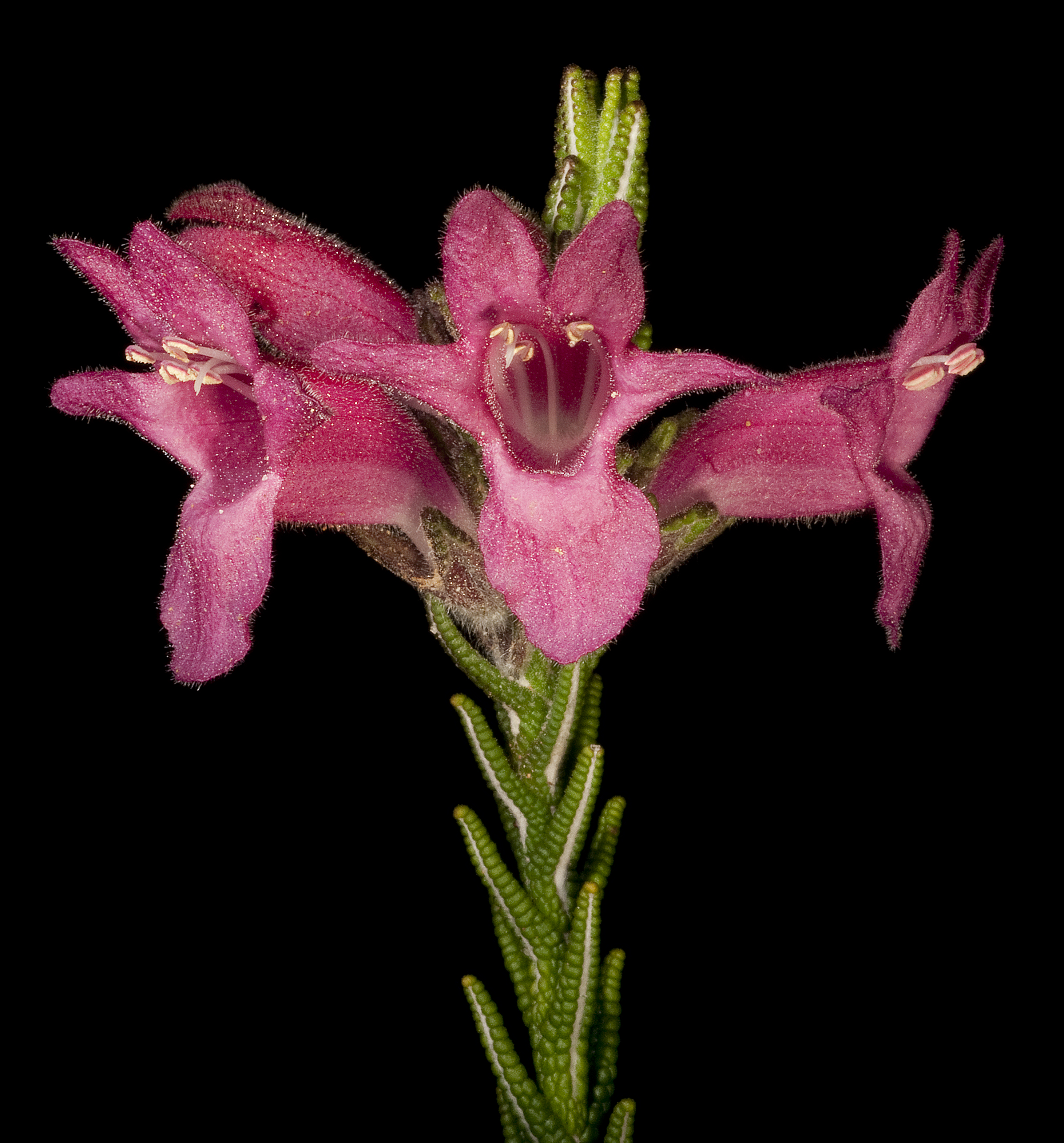
Chloanthes (Chloanthes cocinea)
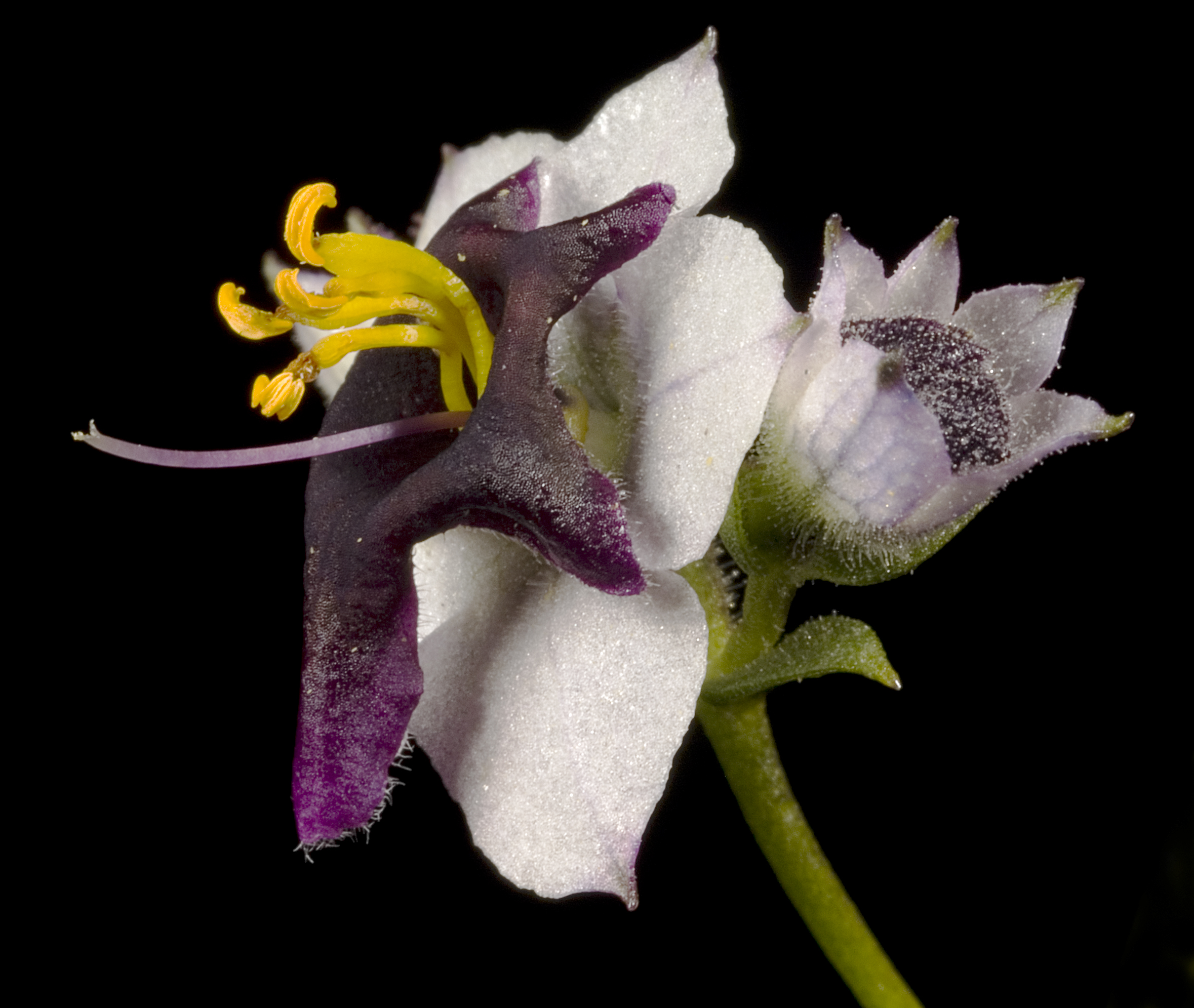
Cyanostegia (Cyanostegia lanceolata)
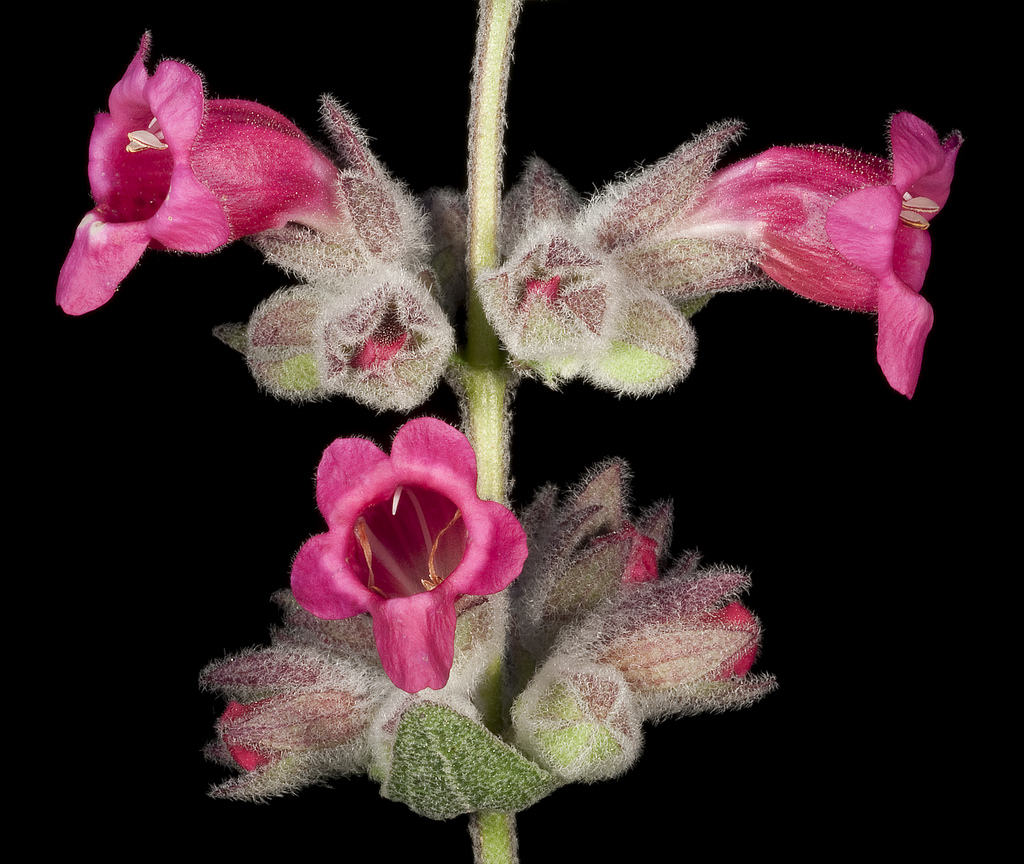
Dasymalla (Dasymalla terminalis)
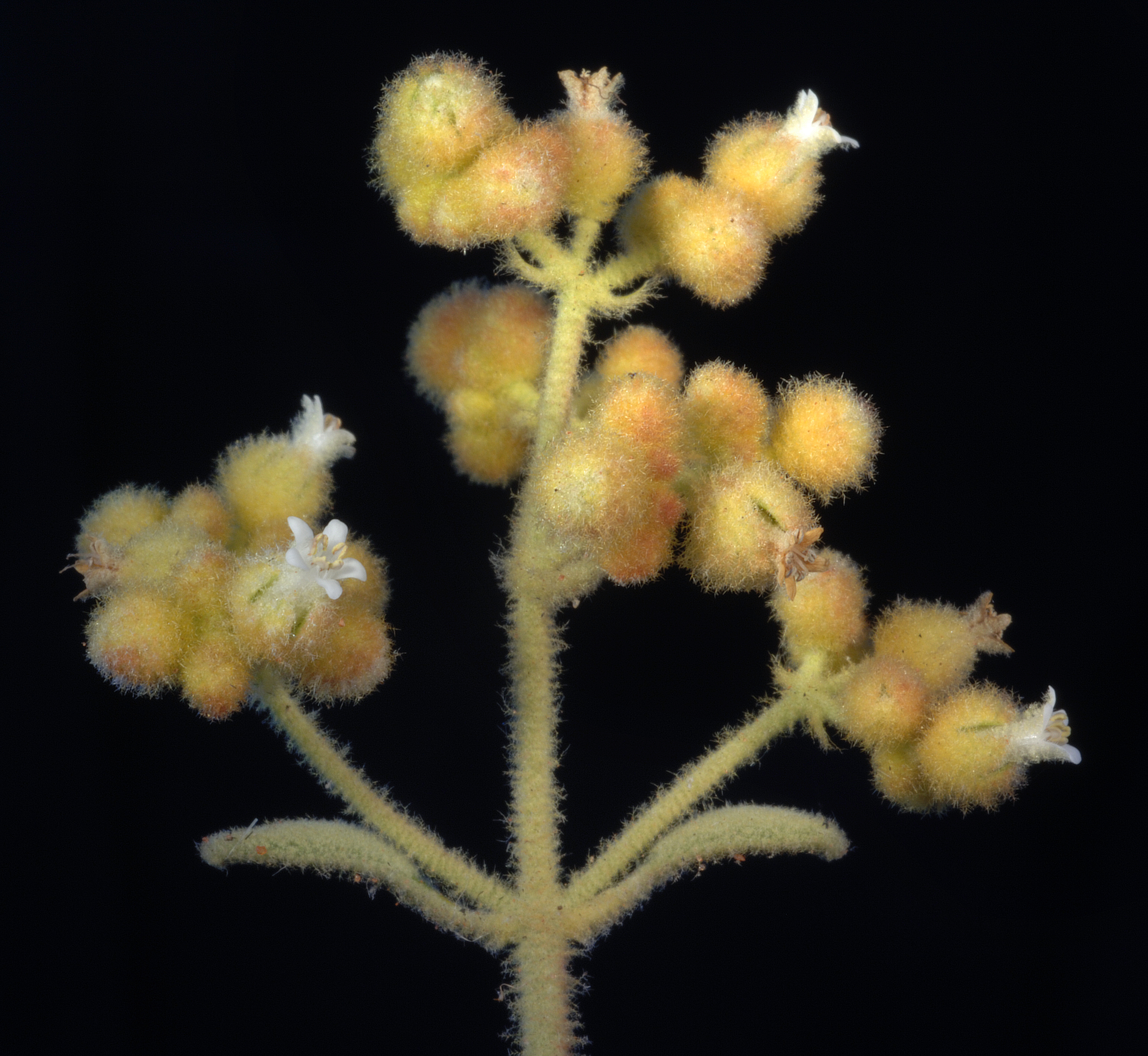
Dicrastylis (Dicrastylis exsuccosa)
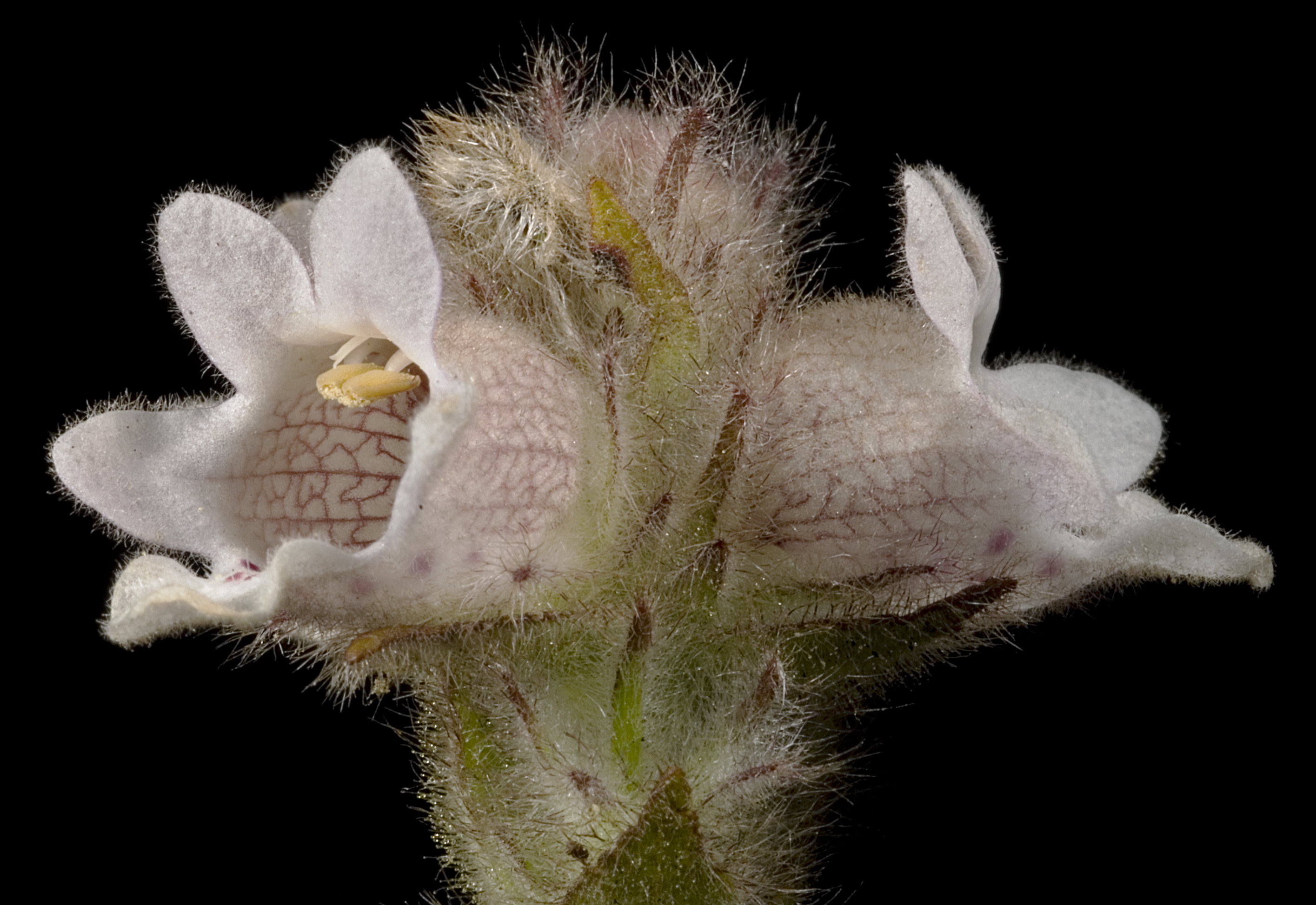
Hemiphora (Hemiphora bartlingii)
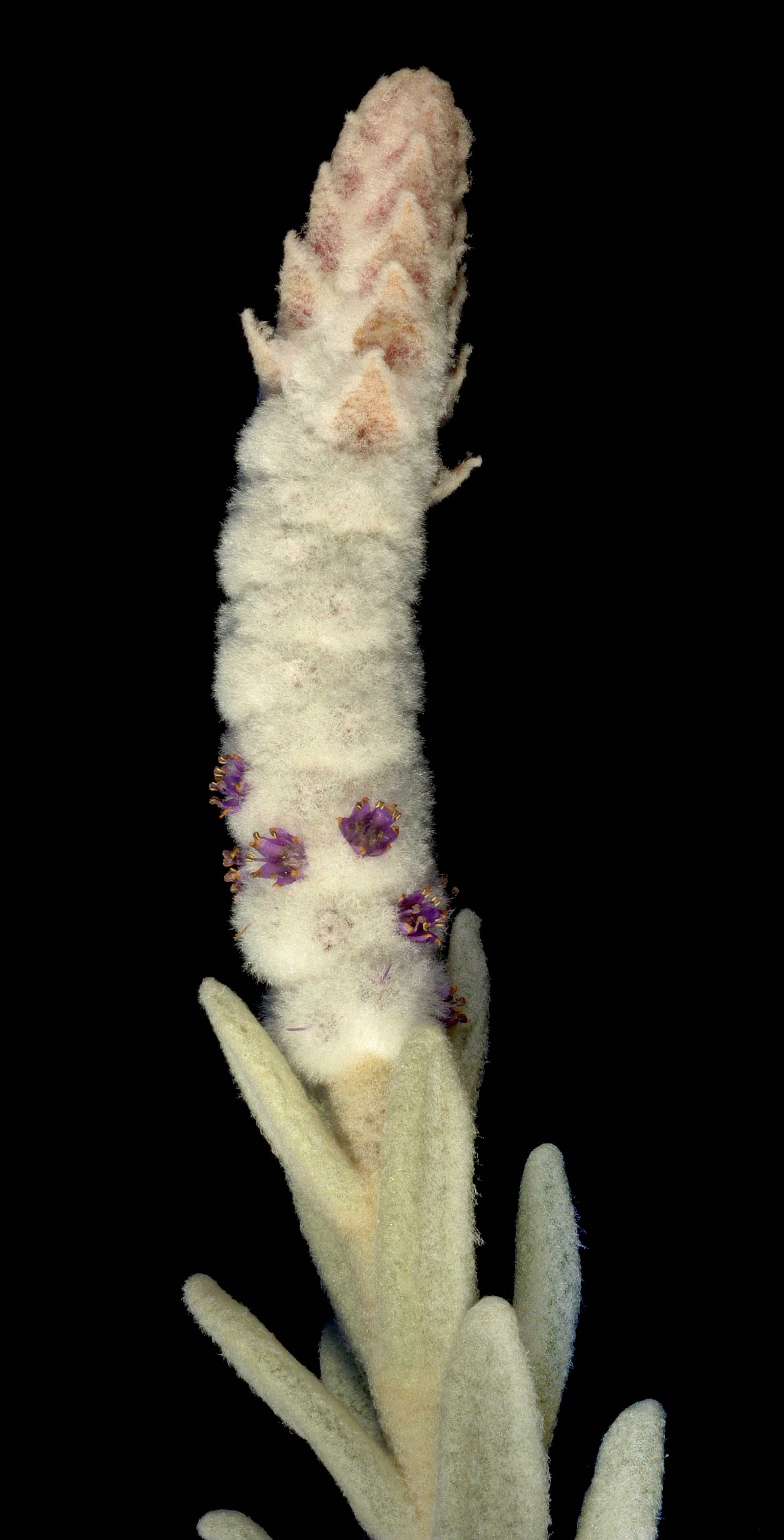
Lachnostachys (Lachnostachys verbascifolia)
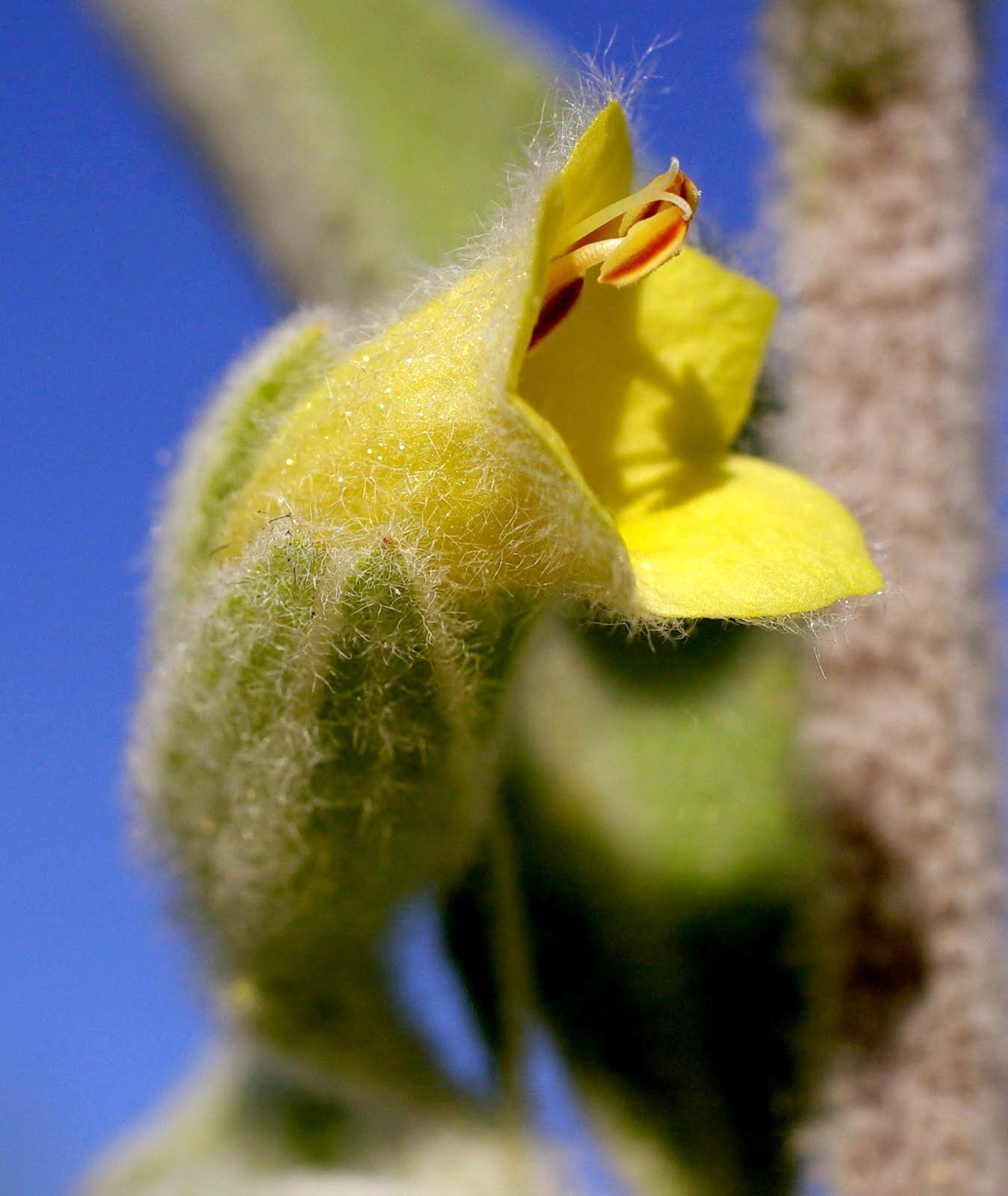
Muniria (Muniria quadrangula)
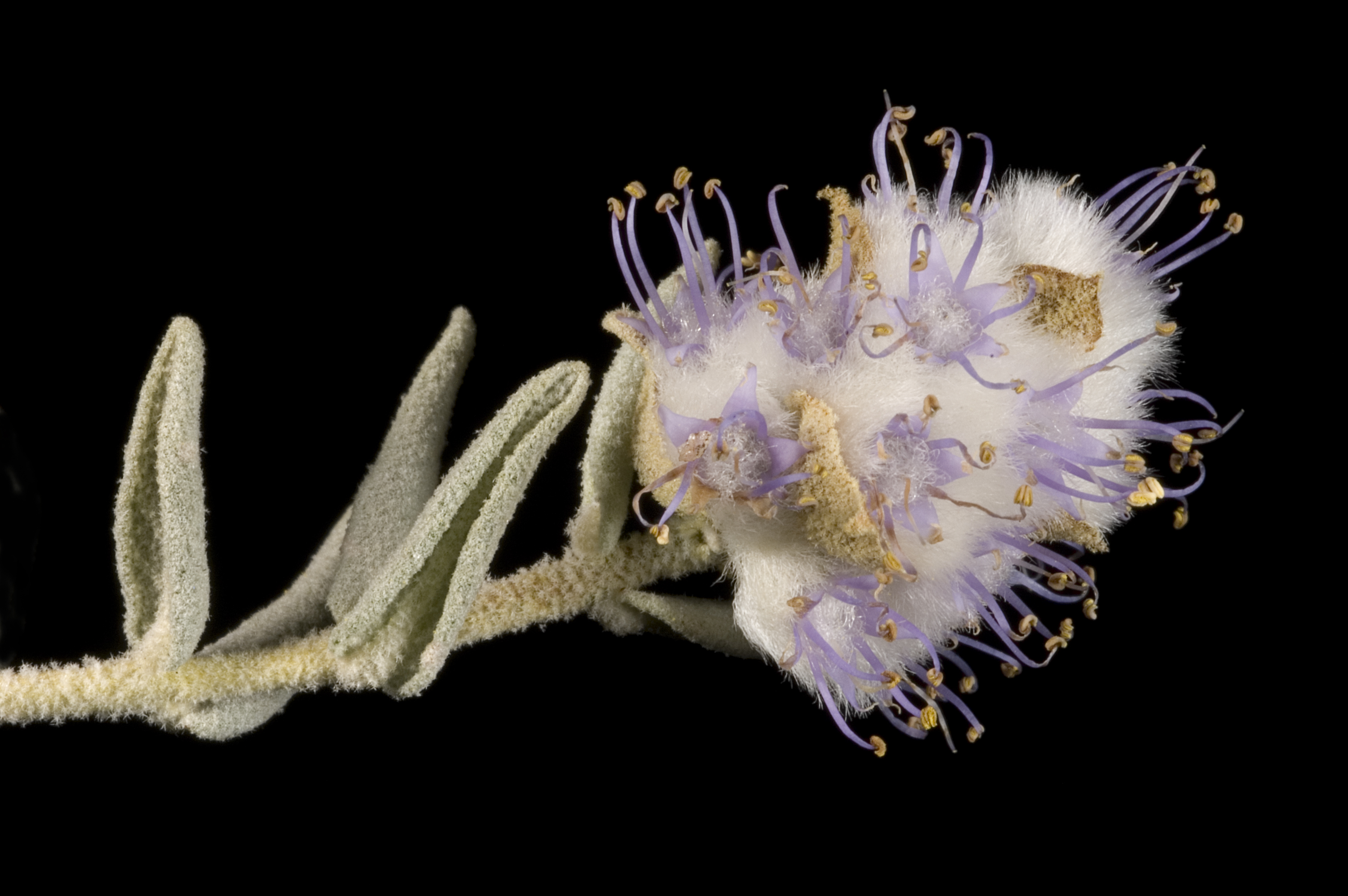
Newcastelia (Newcastelia cephalantha)
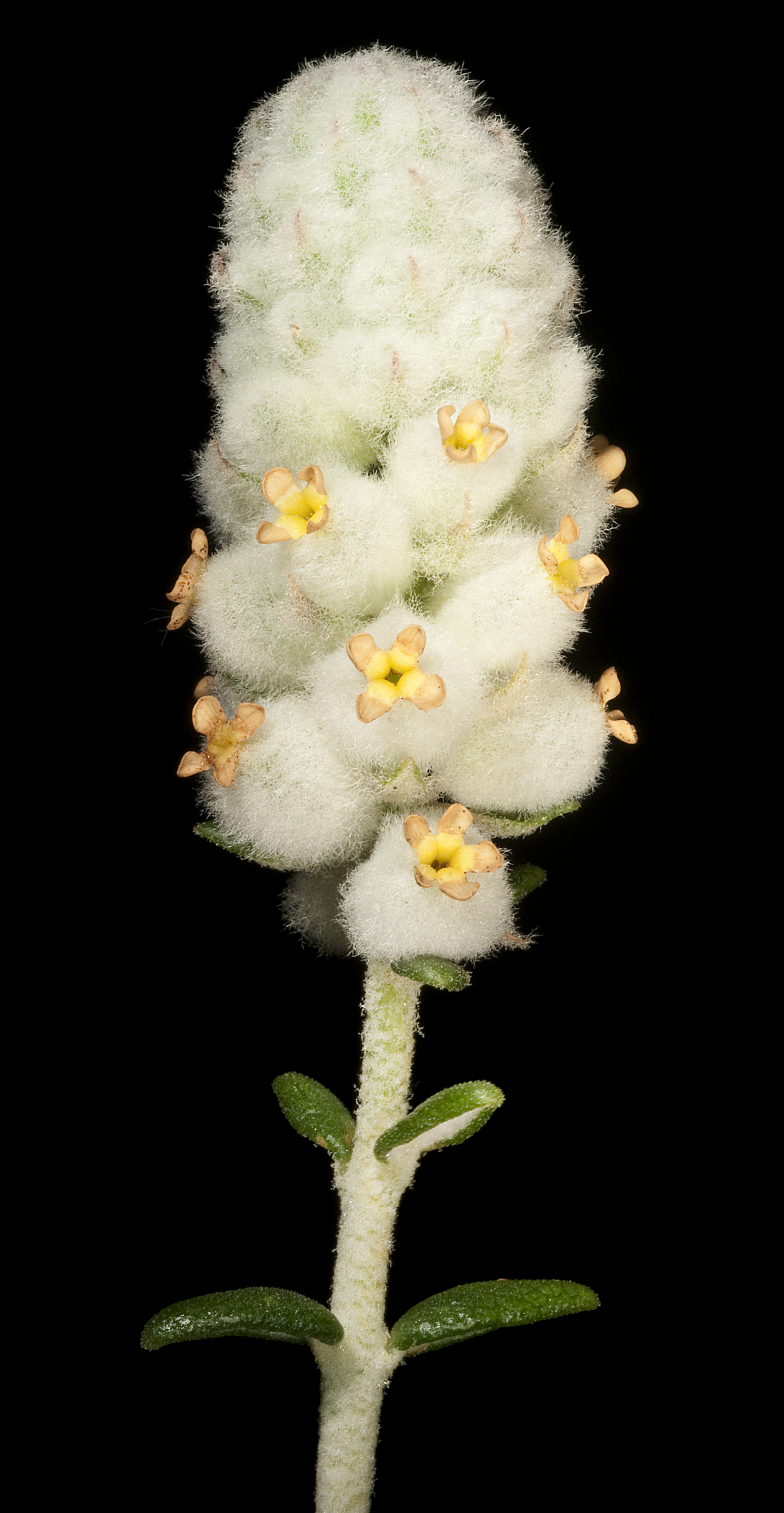
Physopsis (Physopsis spicata)
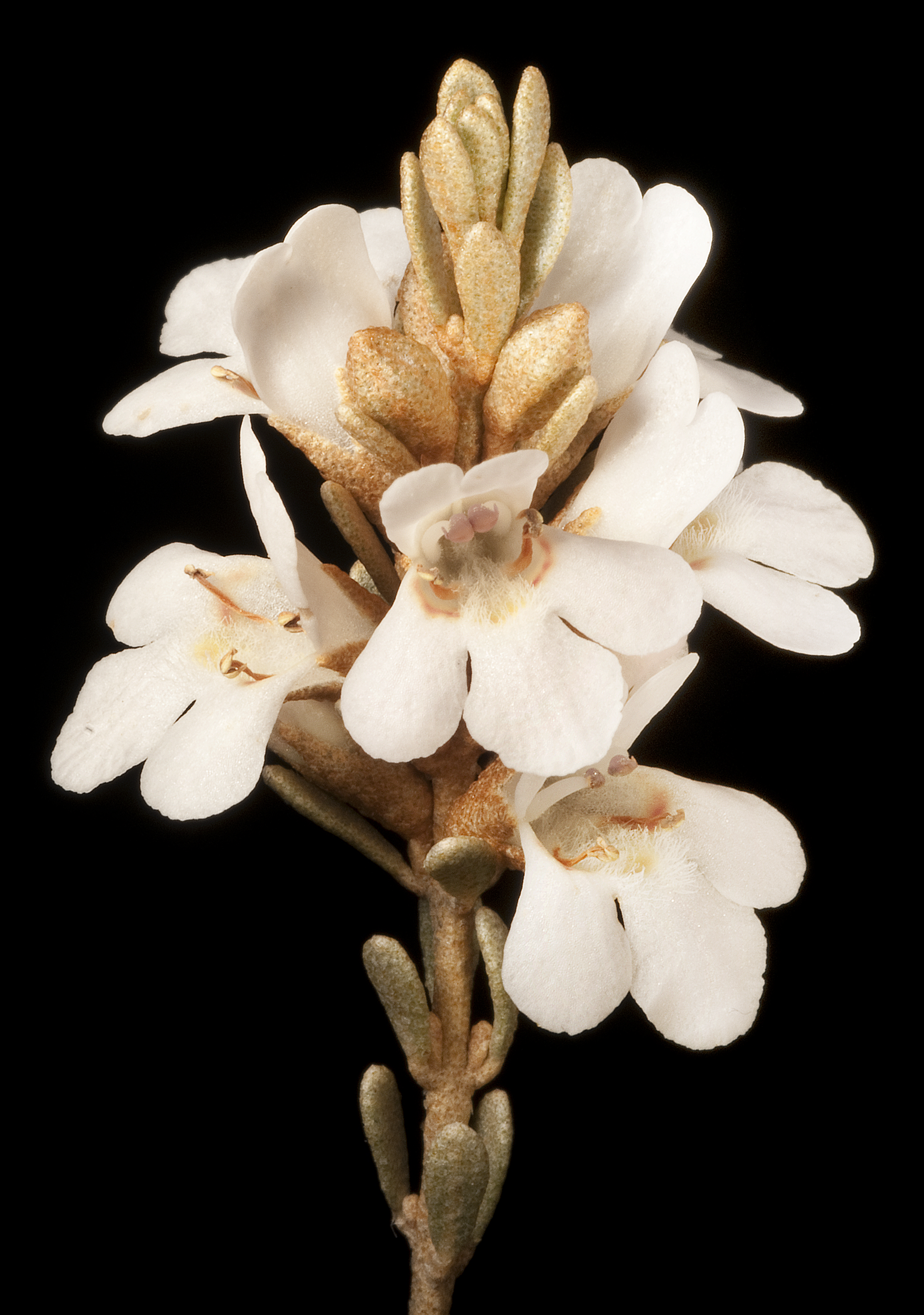
Pityrodia (Pityrodia lepidota)
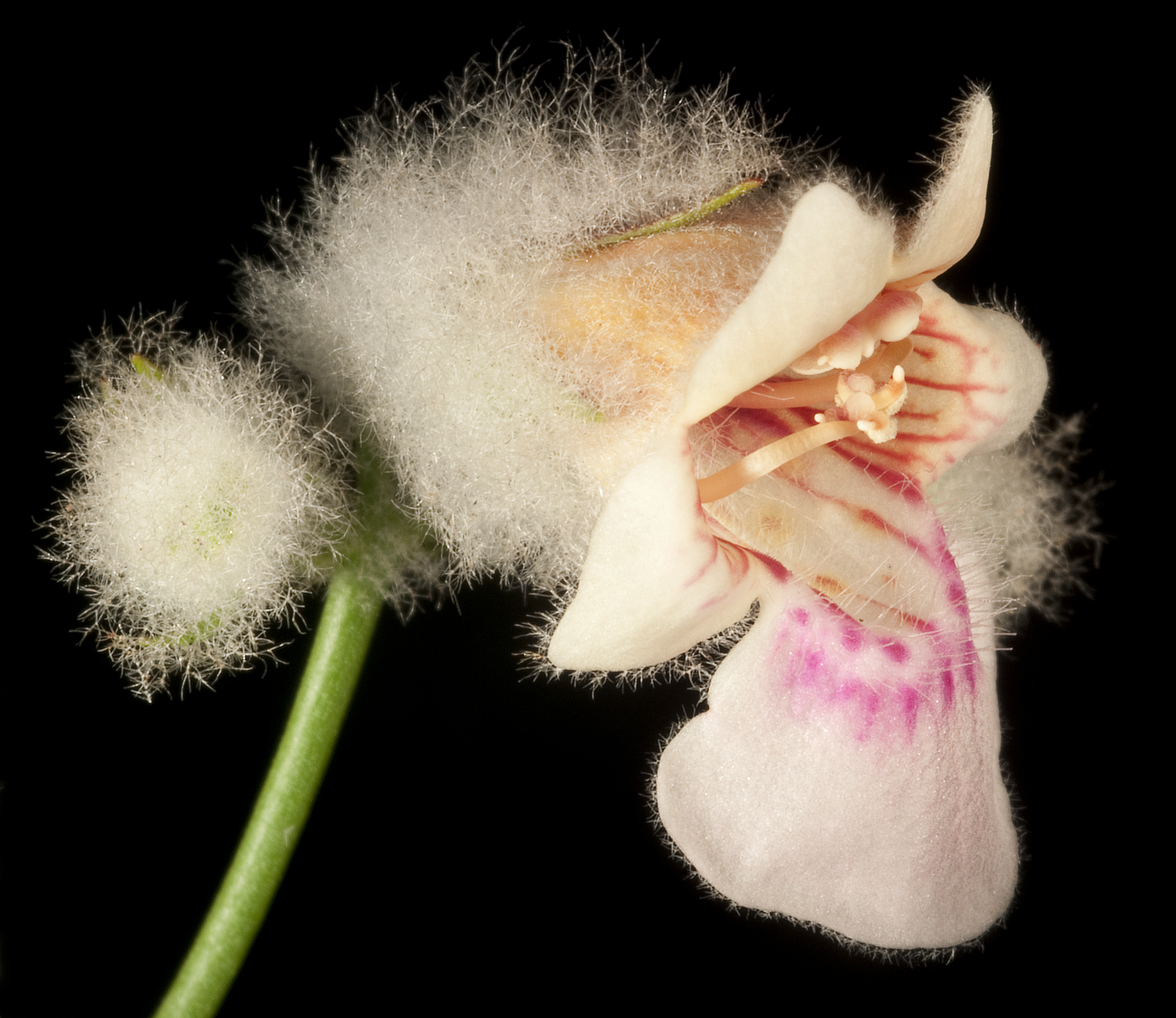
Quoya (Quoya loxocarpa)